# 二胡協奏曲
二胡協奏曲是指以二胡獨奏，管弦樂團或民族樂團協奏的作品。
以下是比較著名的二胡協奏曲：
- 劉文金：長城隨想二胡協奏曲
- 劉文金：秋韻
- 吳厚元：紅梅隨想曲
- 張曉峰、朱曉谷：新婚別
- 何彬、馬聖龍：滿江紅二胡協奏曲
- 關迺忠：第一二胡協奏曲
- 關迺忠：第二二胡協奏曲－追夢京華
- 何占豪：莫愁女幻想曲
- 何占豪：亂世情侶二胡協奏曲
- 盧亮輝：貴妃情
- 梁雲江：江河雲夢